# Аллохтон
Аллохто́н (от др.-греч. ἄλλος «другой» + xθών «земля») — термин в геологии и некоторых областях наук.
В структурной геологии, аллохто́н, или аллохтонический блок — комплекс горных пород, залегающий над поверхностью надвига и перемещенный с места своего образования по этой поверхности. Образует висячее крыло тектонического покрова. Аллохтон, изолированный от скалы, от которой он оторвался, называют клиппом. Если в аллохтоне есть дыра, то его можно рассматривать как автохтон под аллохтоном, а отверстие называется окном (или фенстером).
В лимнологии аллохтонные источники углерода и питательные вещества поступают из-за пределов водной системы (например, из растительного материала, почвы). Углеродные источники внутри же системы, такие как водоросли и подверженные микробному распаду частички органического углерода, называют автохтонными. В ручьях и малых озёрах аллохтонные источники углерода являются преобладающими, в то время как в крупных озёрах и океанах доминируют автохтонные источники.
В социальных науках термин «аллохтонный» является противопоставлением автохтонности.